# Романовский, Роман Геннадьевич
Роман Геннадьевич Романовский (бел. Раман Генадзевіч Раманоўскі; род. 30 апреля 1971, Барановичи, Брестская область) — белорусский дипломат, посол в Индонезии (2023—н. в.).

## Биография
Родился 30 апреля 1971 года в городе Барановичи Брестской области. В 1993 году с отличием окончил переводческий факультет Минского государственного педагогического института иностранных языков.
В 1993—1997 годах работал в управлении международных организаций Министерства иностранных дел Белоруссии (МИД РБ), занимал должности атташе, третьего и второго секретаря.
В 1997—2002 годах работал в посольстве Белоруссии во Франции и постоянном представительстве Белоруссии при ЮНЕСКО, занимал должности третьего и второго секретаря.
В 2002—2005 годах работал в МИД РБ, являлся начальником отдела США и Канады управления Америки и начальником отдела в управлении Европы.
В 2005—2009 годах работал в посольстве Белоруссии в Бельгии, занимал должность советника.
В 2007 году защитил диссертацию «Участие Беларуси в деятельности ЮНЕСКО (1984—2001 гг.)» (бел. Удзел Беларусі ў дзейнасці ЮНЕСКА (1984 - 2001 гг.)) и получил учёную степень кандидата исторических наук. Область научных интересов — история международных отношений и внешней политики.
В 2010—2013 годах работал в управлении Европы МИД РБ, являлся начальником управления общеевропейского сотрудничества.
В 2012 году окончил Академию управления при президенте Белоруссии.
В 2013—2017 работал в посольстве Белоруссии в Австрии, занимал должность советника-посланника, а также заместителя постоянного представителя Белоруссии при международных организациях в Вене и ОБСЕ.
В 2018—2023 годах работал управлении Европы МИД РБ, являлся заместителем начальника управления.
20 ноября 2023 года назначен чрезвычайным и полномочным послом Белоруссии в Индонезии и, по совместительству, в Малайзии, Сингапуре и на Филиппинах.
Владеет английским, французским и испанским языками. Женат, имеет сына.